# Hafnarfjörður
Hafnarfjörður kikötőváros és önkormányzat Délnyugat-Izlandon, körülbelül 10 km-re délre Reykjavíktól. Ez a harmadik legnépesebb város Izlandon, Reykjavík és Kópavogur után.

## Történelem
A város nevének jelentése: fjord kikötő. Az utazók nevezték el természetes kikötője miatt Hafnarfjörðurnak. Hansa kereskedők uralkodtak rajta a 16. században, és a kereskedelem fontos településévé vált, annyira hogy akkoriban a sziget legjelentősebb kereskedelmi központja volt. 1793-ban nagy fejlődésnek indult a halászat és befolyásos kereskedelmi központ lett. 1908-tól hivatalosan város.

## Gazdaság
Mindössze 2 km-re a várostól található egy alumíniumkohó. Itt és a halászatban dolgozik a lakosság nagy része, 1969-ben nyitotta meg kapuit. Ez a 4. legnagyobb ilyen létesítmény egész Európában.

## Kultúra
Ünnepek: A városnak két jelentős fesztiválja van. Az első a Bright days fesztivál, amit minden májusban megtartanak. Koncertek, filmek tarkítják a programot és megemlékeznek az izlandi vitorlásokról. A másik jelentős esemény, a Viking fesztivál amit nyáron tartanak. Bemutatják a korabeli viking öltözeteket, harcokat stb.
Fürdők: A városnak 3 fürdője van, a kis lakosság ellenére. Ez Izlandon megszokott, a geotermikus energia miatt.

## Testvérvárosok
- Uppsala, Svédország